# Matrjoschka (Diamant)
Der Matrjoschka-Diamant (russisch Алмаз-матрёшка almaz Matrëška) ist ein grünlicher, circa 800 Millionen Jahre alter Diamant. Er ist der bisher einzige gefundene Diamant mit einem – beweglich gelagerten  – zweiten Diamanten in der Mitte.

## Fund und Erstbeschreibung
Der grünliche Diamant wurde im Oktober 2019 von Mitarbeitern der Alrosa im Njurba-Tagebau in der Nähe des Wiljui, Sacha, Sibirien, beim Sortieren gefunden.
Der dickplattig abgestumpfte, gefenstert erscheinende Oktaeder hat ein Gesamtgewicht von 0,62 ct (Karat) entsprechend 0,124 g bei einer Abmessung von 4,8 × 4,9 × 2,8 mm. Durch ein „Hauptfenster“ ist die Sicht auf den inneren Diamanten frei. Das Volumen des Hohlraums beträgt 6 mm³. Der abgeflachte, tafelförmige innere Diamant mit einem hexagonalen Umriss hat ein Volumen von 1,6 mm³ mit 0,02 Karat (0,004 g) und eine Größe von 1,9 × 2,1 × 0,6 mm. Es ist der einzige Fund dieser Art. Der Name wurde, aufgrund der „Diamanten-Verschachtelung“ von zwei Diamanten, von der russischen, eiförmigen Puppe Matrjoschka abgeleitet.

## Weitere Untersuchung und Entstehungshypothesen
Der Diamant wurde durch Alrosa mittels Raman- und Infrarotspektroskopie sowie Röntgen-Mikrotomographie untersucht. Auf Basis der Untersuchungen kamen die Wissenschaftler zu dem Schluss, dass der innere Diamant zuerst gebildet wurde. Der äußere Diamant wurde anschließend um den inneren gebildet, wobei zwei Hypothesen diskutiert werden. Entweder legte sich ein Mantelmineral um den Diamanten, das später gelöst wurde, oder es bildete sich, bedingt durch ein sehr schnelles Wachstum, eine poröse, polykristalline Diamantstruktur im Inneren des Diamanten, die später durch die Mantelbildung aufgelöst wurde.
Die Ergebnisse einer weiteren Untersuchung durch das Gemological Institute of America (GIA) wurden 2020 publiziert. Die von der GIA durchgeführte Analyse zeigte erstmals zwei 200 μm große Kanäle an den Ecken, welche den inneren Hohlraum mit der Außenseite verbinden. Der Stein wurde durch Absorptionsspektroskopie als Typ Ia-Diamant bestimmt. Der innere Diamant hat dabei nahezu die gleiche Zusammensetzung wie der äußere. Daher wurde eine neue, dritte Theorie zur Bildung des Diamanten diskutiert, nachdem der innere Hohlraum mittels μ-CT untersucht worden war. Demnach wurde der Diamant als ein einzelner, gefüllter Diamant im Erdinneren unter hohem Druck gebildet. Durch chemische Heterogenität oder Mikroeinschlüsse lösten sich circa 0,11 ct des Diamanten durch Wechselwirkung mit Schmelzen/Flüssigkeiten auf und fanden durch die Kanäle den Weg an die Oberfläche. Das übriggebliebene Material war bereits inaktiv gegenüber Wechselwirkungen. Schlussendlich sorgten Flüssigkeiten mit radioaktiven Elementen für die grüne Farbe und Strahlungsflecken. Es ist dabei bekannt, dass Diamanten während ihrer Entstehung im Erdmantel durch Wechselwirkungen mit Schmelzen oder Flüssigkeiten teilweise aufgelöst und umgeformt werden können. Eine ähnliche Entwicklungsgeschichte ist auch für einen grünen Diamanten in einem farblosen Diamanten beschrieben worden, wobei hier die Öffnung größer ist.
Auf der Grundlage dieser Untersuchungen wurden das Volumen der Diamanten und des Hohlraums rechnerisch bestimmt. Der äußere Diamant hat demnach ein Volumen von 33,16 mm³ (0,58 ct). Der innere Diamant hat ein Volumen von 1,51 mm³ (0,03 ct). Damit liegt das Gesamtgewicht bei 0,61 ct. Das Volumen des Hohlraums liegt bei 5,99 mm³, was 0,11 ct entspräche. Das Gesamtgewicht des ursprünglichen Diamanten lag demnach bei 0,72 ct.

## Verbleib
Der Matrjoschka-Diamant verbleibt nach Konzerninformationen, neben anderen kuriosen Diamanten, in der Betriebssammlung.